# Пярн, Павел Гендрикович
Павел Гендрикович Пярн вариант транскрипции Перн (эст. Pavel Pärn; 1875 —?) — маляр, член Государственной думы II созыва от Эстляндской губернии.

## Биография
По национальности эстонец. Православный. Из крестьян Юрьевского уезда Лифляндской губернии. Выпускник епархиального училища. Работал маляром на вагоностроительном заводе «Двигатель» в Ревеле. Состоял в Российской социал-демократической рабочей партии.
6 февраля 1907 года избран во Государственную думу II созыва от общего состава выборщиков Эстляндского губернского избирательного собрания. Вошёл в Социал-демократическую фракцию, был близок к её большевистскому крылу. В думских комиссиях не состоял.
Дальнейшая судьба и дата смерти неизвестны.